# Schloss Kirchheimbolanden
Das Schloss Kirchheimbolanden befindet sich in der Stadt Kirchheimbolanden in Rheinland-Pfalz. Als Burg wurde die Anlage bereits um 1390 erstmals urkundlich erwähnt.

## Geschichte
Von 1602 bis 1618 wurde bereits ein Schloss (das so genannte „alte Schloss“) außerhalb der eigentlichen Stadtmauern von den Grafen von Nassau-Weilburg errichtet, die ihre ständige Residenz in Weilburg an der Lahn hatten.
Unter dem Fürsten Carl-August von Nassau-Weilburg wurde 1738 bis 1740 ein Neubau errichtet. Karl August war Reichsfürst und wollte einen zeitgemäßen Bau. Als Architekt und Baumeister wurde Guillaume d’Hauberat engagiert, der auch das Mannheimer Schloss und das Schwetzinger Schloss für den Kurfürsten der Kurpfalz baute. Terrassenförmig sollte beim neuen Schloss ein Schlossgarten angelegt werden, dessen Bewässerung sich aus den Kupfergruben des nahen Dörfchens Haide herleiten sollte. Diese Wasserkanäle haben sich teilweise bis heute erhalten.
Nach der Besetzung des nahen Mainz durch die Franzosen floh der Fürst Friedrich-Wilhelm von Nassau-Weilburg 1793 aus Kirchheimbolanden nach Bayreuth. Damit endete für das Schloss die Funktion als Fürstenresidenz, und damit auch die Herrschaft der Fürsten von Nassau-Weilburg über diese Region.
1807 wurden Schloss und Schlossgarten zum französischen Nationaleigentum erklärt und konnten somit verkauft werden. Die Anlage wurde 1807 in Mainz versteigert, da Mainz jetzt Verwaltungssitz des Département Donnersberg war. Der Gutsbesitzer und Textilfabrikant Daniel Andreas aus Mülheim an der Ruhr ersteigerte die Immobilie. Er ließ den Mittelbau und den linken Schlossflügel abtragen und bezog im verbliebenen rechten Schlossflügel seine Privatwohnung.
Nach Ende der französischen Herrschaft fiel das Département Donnersberg 1816 an das Königreich Bayern. Die Region wurde zunächst als Rheinkreis, später als Rheinpfalz bezeichnet.

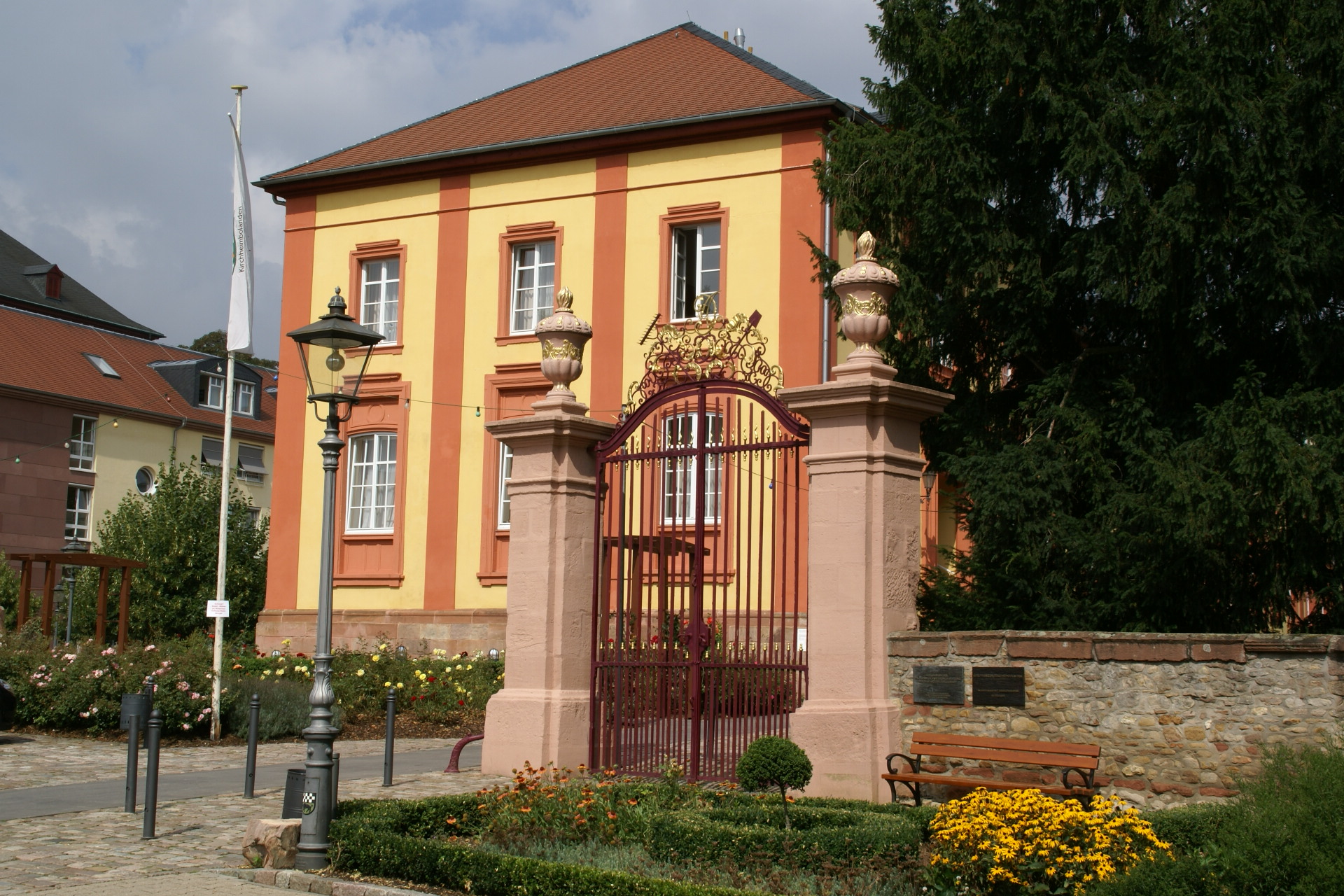
Eingang zum Schlosspark

Am 21. März 1839 erfolgte der Verkauf von Schloss Kirchheimbolanden an den bayerischen Baumeister Leo von Klenze aus München. Er ließ umfangreiche bauliche Änderungen vornehmen, bezog jedoch keinen ständigen Wohnsitz im Schloss. Er verkaufte die Anlage 1841 weiter an den Rentner Heinrich Seligmann aus Mainz, der sie wiederum 1844 an den Landwirt Friedrich Karl Brunck aus dem nahen Winterborn veräußerte.
Im Jahre 1848/49 erklärten die pfälzischen Freischärler das Schloss zu ihrem Hauptquartier, wurden aber bald von preußischen Truppen vertrieben.
Am 3. November 1861 brannte der noch stehende Ostflügel des Schlosses ab. Friedrich Brunck ließ diesen in vereinfachter Form mit zwei Stockwerken und Walmdach wieder errichten.
Im Jahre 2003 entstand wieder die alte U-Form des Schlosses als „Seniorenresidenz Schloss Kirchheimbolanden“, wobei nur der Ostflügel baulich an seine frühere Form und seinen Glanz erinnert. Aber auf diese Weise sind die Konturen des alten Schlosses als dreiflügige Anlage wieder auferstanden.
Für die Anlage des Schlossgartens wurde von Heinrich von Brunck der Frankfurter Gartengestalter Heinrich Siesmayer beauftragt. Letzterer war vom Enkel (Herzog Adolf von Nassau) des letzten in Kirchheimbolanden residierenden und dann geflohenen Fürsten mit dem Verkauf seiner umfangreichen Pflanzen- und Baumsammlung von Schloss Biebrich bei Wiesbaden beauftragt worden, da die Preußen 1866 sein Herzogtum Nassau annektierten.